# Shu-bi-dua BT
Shu-bi-dua BT er navnet på et opsamlingsalbum med Shu-bi-dua. Albummet blev solgt sammen med avisen B.T. i 1998 og var den første udgivelse, som indeholdt en studieindspilning af nummeret "Tunnelåbningssang", som er sangen "Sorgenfri" med ny tekst. Shu-bi-dua spillede den live ved åbningen af Storebæltstunnellen i 1998.

## Spor
| #  | Titel                    | Oprindeligt fra      | Længde |
| -- | ------------------------ | -------------------- | ------ |
| 1. | "Tunnelåbningssang"      |                      | 3:40   |
| 2. | "Familien kom til kaffe" | Shu-bi-dua 13 (1992) | 3:50   |
| 3. | "Kære Lone"              | Shu-bi-dua 13 (1992) | 2:35   |
| 4. | "Det' godt med dig"      | Shu-bi-du@ 16 (1997) | 2:54   |
| 5. | "Danmark"                | 78'eren (1978)       | 3:15   |
| 6. | "Stjernefart"            | Shu-bi-dua 7 (1980)  | 2:40   |
| 7. | "Minus til plus"         | Shu-bi-dua 7 (1980)  | 3:40   |
| 8. | "We Wanna Be Free"       | Shu-bi-dua 8 (1982)  | 3:45   |